# Дэвис, Пол (баскетболист)
Пол Дэвис (англ. Paul Davis; родился 21 июля 1984 года в Рочестере, Мичиган, США) — американский профессиональный баскетболист, играл на позиции тяжёлого форварда и центрового. На драфте НБА 2006 года был выбран под 34-м номером командой «Лос-Анджелес Клипперс».

## Карьера

### Ранние годы
Начинал играть в баскетбол за среднюю школу Реутер, его номер был изъят из обращения. Выступал за среднюю школу Рочестера (Мичиган), в 2002 году получил награду «Мистер Баскетбол» штата Мичиган. Выступал на позиции центрового, в команде «Мичиган Спартанс» по итогам сезона 2005 был одним из лидеров чемпионата по количеству подборов. Журнал Lindy's College Basketball назвал Дэвиса в числе трех лучших центровых на уровне колледжей, а Athlon Sports включил его в пятерку чемпионата NCAA. В дебютном сезоне в среднем набирал 17,5 очков, забирал 9,1 подборов, отдавал 1,6 результативных передач, совершал 1 перехват и делал 0,9 блок-шотов. Процент попаданий с линии штрафной составлял 87%, а также забил 6 из 19 трехочковых бросков.

### Профессиональная карьера

#### НБА
28 июня 2006 года Пол Дэвис был выбран на драфте НБА 2006 года под 34-м номером командой «Лос-Анджелес Клипперс». По итогам сезона 2007-08 в НБА стал ограниченно свободным агентом. «Клипперс» отказались от прав на игрока, однако 18 августа 2008 года вновь заключили контракт с игроком. В январе 2009 года контракт был расторгнут.
25 сентября 2009 года Дэвис подписал контракт с клубом «Вашингтон Уизардс». 11 ноября 2009 года от его услуг отказались, подписав вместо него защитника Эрла Бойкинса.

#### Европейские чемпионаты
8 апреля 2010 года Дэвис подписал контракт с испанским клубом «Обрадойро».
В сентябре 2010 года перешёл в «Кахасоль». После двух сезонов в Севилье в мае 2012 года подписал контракт с российским клубом «Химки», с которым получил право выступать в Евролиге.

## Личная жизнь
2 апреля 2009 года Дэвис принимал участие в шоу Millionaire Matchmaker на телеканале Bravo.

## Достижения
- Обладатель Еврокубка: 2014/2015
- Финалист Еврокубка: 2010/2011
- Серебряный призёр Единой лиги ВТБ: 2014/2015
- Серебряный призёр Чемпионата России (2): 2012/2013, 2014/2015

## Статистика в НБА
| Сезон                                                                                    | Команда   | Регулярный сезон | Регулярный сезон | Регулярный сезон | Регулярный сезон | Регулярный сезон | Регулярный сезон | Регулярный сезон | Регулярный сезон | Регулярный сезон | Регулярный сезон | Регулярный сезон | Серия плей-офф | Серия плей-офф | Серия плей-офф | Серия плей-офф | Серия плей-офф | Серия плей-офф | Серия плей-офф | Серия плей-офф | Серия плей-офф | Серия плей-офф | Серия плей-офф |
| Сезон                                                                                    | Команда   | GP               | GS               | MPG              | FG%              | 3P%              | FT%              | RPG              | APG              | SPG              | BPG              | PPG              | GP             | GS             | MPG            | FG%            | 3P%            | FT%            | RPG            | APG            | SPG            | BPG            | PPG            |
| ---------------------------------------------------------------------------------------- | --------- | ---------------- | ---------------- | ---------------- | ---------------- | ---------------- | ---------------- | ---------------- | ---------------- | ---------------- | ---------------- | ---------------- | -------------- | -------------- | -------------- | -------------- | -------------- | -------------- | -------------- | -------------- | -------------- | -------------- | -------------- |
| 2006/07                                                                                  | Клипперс  | 31               | 0                | 5,8              | 42,3             | 0,0              | 70,0             | 1,4              | 0,2              | 0,2              | 0,2              | 1,6              | Не участвовал  | Не участвовал  | Не участвовал  | Не участвовал  | Не участвовал  | Не участвовал  | Не участвовал  | Не участвовал  | Не участвовал  | Не участвовал  | Не участвовал  |
| 2007/08                                                                                  | Клипперс  | 22               | 1                | 8,8              | 36,9             | 0,0              | 60,0             | 2,1              | 0,5              | 0,3              | 0,3              | 2,5              | Не участвовал  | Не участвовал  | Не участвовал  | Не участвовал  | Не участвовал  | Не участвовал  | Не участвовал  | Не участвовал  | Не участвовал  | Не участвовал  | Не участвовал  |
| 2008/09                                                                                  | Клипперс  | 27               | 1                | 11,9             | 40,8             | 0,0              | 79,4             | 2,5              | 0,4              | 0,4              | 0,1              | 4,0              | Не участвовал  | Не участвовал  | Не участвовал  | Не участвовал  | Не участвовал  | Не участвовал  | Не участвовал  | Не участвовал  | Не участвовал  | Не участвовал  | Не участвовал  |
| 2009/10                                                                                  | Вашингтон | 2                | 0                | 4,0              | 50,0             | 0,0              | 50,0             | 0,0              | 1,5              | 0,0              | 0,5              | 2,5              | Не участвовал  | Не участвовал  | Не участвовал  | Не участвовал  | Не участвовал  | Не участвовал  | Не участвовал  | Не участвовал  | Не участвовал  | Не участвовал  | Не участвовал  |
|                                                                                          | Всего     | 82               | 2                | 8,6              | 40,2             | 0,0              | 73,2             | 1,9              | 0,4              | 0,3              | 0,2              | 2,6              | Не участвовал  | Не участвовал  | Не участвовал  | Не участвовал  | Не участвовал  | Не участвовал  | Не участвовал  | Не участвовал  | Не участвовал  | Не участвовал  | Не участвовал  |
| Наведите курсор мыши на аббревиатуры в заголовке таблицы, чтобы прочесть их расшифровку. |           |                  |                  |                  |                  |                  |                  |                  |                  |                  |                  |                  |                |                |                |                |                |                |                |                |                |                |                |